# NGC 2004
NGC 2004 (còn được gọi là ESO 86-SC4) là một cụm sao mở trong chòm sao Kiếm Ngư. Nó được James Dunlop phát hiện vào ngày 24 tháng 9 năm 1826.